# (3548) Eurybate
(3548) Eurybate, désignation internationale (3548) Eurybates, est un astéroïde troyen jovien.

## Description
(3548) Eurybate est un astéroïde troyen jovien, camp grec, c'est-à-dire situé au point de Lagrange L4 du système Soleil-Jupiter. Il fut découvert par Cornelis Johannes van Houten, Ingrid van Houten-Groeneveld et Tom Gehrels le 19 septembre 1973 à l'observatoire Palomar. Il présente une orbite caractérisée par un demi-grand axe de 5,187 UA, une excentricité de 0,090 et une inclinaison de 8,1° par rapport à l'écliptique.

## Nom
L'objet est nommé en référence au personnage de la mythologie grecque Eurybate (sans s final en français), héraut d'armes du camp grec dans le conflit légendaire de la guerre de Troie, à qui Agamemnon donna la commission d'enlever Briséis à Achille.

## Exploration
Il devrait être visité par la sonde Lucy en août 2027.

## Occultations
Les occultations d'une étoile par Eurybate les 29 novembre 2019, 16 septembre 2020 et 20 octobre 2021 ont déterminé la taille de ce corps, ce qui pourrait conclure que la forme de l'objet doit probablement être irrégulière.
Une occultation de l'étoile  HD 51593 (constellation des Gémeaux) a eu lieu le 22 octobre 2022, visible de l'Espagne à la Norvège.

## Satellite
Eurybate possède une satellite provisoirement désigné S/2018 (3548) 1, qui a été découvert avec le télescope Hubble.
Ce satellite reçoit officiellement sa désignation permanente et son nom le 15 octobre 2020 : (3548) Eurybate I Queta. Ce satellite est nommé d'après Norma Enriqueta Basilio Sotelo, dite Queta. Il devient ainsi le premier objet nommé selon le thème nouvellement approuvé, lors de l'assemblée générale de l'Union astronomique internationale de 2018, pour les petits troyens de Jupiter : les troyens avec une magnitude absolue H supérieure à 12 peuvent être nommés d'après des athlètes olympiques. Les satellites doivent toujours porter un nom en rapport avec leur objet primaire. Pour Queta, le lien avec Eurybate est expliqué dans la citation de nommage :

« Norma Enriqueta « Queta » Basilio Sotelo (1948-2019) était une athlète olympique, la première femme à allumer la vasque olympique, aux 19e Jeux olympiques d'été à Mexico le 12 octobre 1968. Elle était la mère de trois enfants, a servi à la Législature et est devenue membre permanent du Comité olympique mexicain. En tant que porteuse de la torche, Queta Basilio a répété le rôle de hérauts comme Eurybate. »

— MPEC 2020-T164, 15 octobre 2020.

## Compléments